# タンガ・ロア
トンガ・ロア（Tanga Loa、1983年5月7日 - ）は、アメリカ合衆国のプロレスラー。フロリダ州キシミー出身。WWE所属。本名はテヴィタ・フィフィタ（Tevita Fifita）。
キング・ハク（ウリウリ・フィフィタ)は父。新日本プロレスへの参戦で知られるタマ・トンガ（アリペイト・フィフィタ）は従兄であり義兄、ヒクレオ（タウラ・フィフィタ）は従弟であり義弟。
新日本プロレスにおける、兄タマ・トンガとのタッグチーム「ゲリラズ・オブ・デスティニー（Guerrillas Of Destiny）」で知られる。新日本プロレス時代のリングネームはタンガ・ロア。

## 来歴

### キャリア初期
プロレスラーになる以前は、テキサス大学エルパソ校でアメリカンフットボール選手として活躍した。
チーム3Dアカデミーでトレーニングを積み、卒業後はフロリダ州を拠点とするインディー団体であるWXW（World Xtreme Wrestling）を中心に活動。2008年11月より、兄アリペイトとサンズ・オブ・トンガ（The Sos of Tonga）なる兄弟タッグチームを結成してテヴィタはヌク（Nuku）、アリペイトはカヴァのリングネームに変更して活動していたが、自身がWWEでの入団テストを受けて合格したこともあり、兄とのWXWでの活動は短期間に終わった。

### WWE

#### FCW
2009年2月、WWEとディベロップメント契約を交わし入団。傘下団体のFCWでトンガ（Tonga）のリングネームでデビュー。同年3月にはエイブラハム・ワシントンを守るSPギミックであるエージェントT（Agent T）となってコミック路線に移動。
同年7月、リングネームをドニー・マーロウ（Donny Marlow）へと変更してタッグ戦線に復帰。ジミー・ウーソ & ジュレス・ウーソのウーソズと組んで、サモアン・ソルジャーズ（The Samoan Soldiers）というユニットを結成。ウーソズがWWEへと昇格し、タッグが自然消滅すると今度はブローダス・クレイをパートナーにし、かつて父のキング・ハクがアンドレ・ザ・ジャイアントと組んでいたタッグチームと同じチーム名のコロッサル・コネクション（The Colossal Connection）を結成。FCWフロリダタッグチーム王座に数度挑戦するも手に届かなかった。
2011年に入ってからリーキーとタッグを結成するが、7月21日にはタッグパートナーをCJパーカーに変更してFCWフロリダタッグチーム王座に挑戦し、奪取に成功した。

#### WWE
2011年12月、WWEへ昇格。同月15日、Superstarsにてフニコの相棒として登場。
2012年1月、リングネームをカマーチョ（Camacho）に変更。フニコとのタッグで活動するが、NXTやSuperstarsでの出場が主となり、6月にはフニコが負傷し欠場。以降、FCWと統合したNXTでの出場が中心となってエイデン・イングリッシュと組んでビッグ・E・ラングストンと長期抗争し、ハンディキャップマッチやラングストン vs イングリッシュのシングルマッチ中に介入して邪魔をするなどしたが、いずれも返り討ちに遭って一度も勝つことができずに抗争は終了した。
2013年4月、WrestleMania Axxessにて復帰した相棒のフニコとタッグを組んでエゼキエル・ジャクソン & ヨシ・タツと対戦するが、敗戦した。10月24日、NXTのテーピングにてテレビショーに復帰、フニコとのタッグでジ・アセンションから勝利した。
2014年1月、フニコがシン・カラとして活動するようになってからは自身はNXTにてシングルプレイヤーへと転向。同年4月よりアダム・ローズと抗争を開始。4月28日、彼の信望者の一人であるキャプテン・コミックを襲撃し、5月8日にはキャプテン・コミックが遺恨戦を要求してきた事から試合を行い圧勝した。5月29日、NXTのTakeoverにてアダム・ローズと因縁の対決を行うも敗戦した。
2014年6月、WWEから退団することが発表された。

### TNA
WWE解雇後、2014年11月8日に古巣であるWXWに凱旋。父であるキング・ハク &リッキー・サンタナ& キューバン・アサシン（デビッド・シェラ）と組んでプロフェシー（アレキサンダー・ページ & アレックスG & ザ・ビースト & ブライアン・リチャーズ）と8人タッグマッチを行い勝利した。
2015年2月16日、TNAが行ったワンナイト・オンリーのガットチェックマッチに出場して好成績を収めた事によりTNAと契約を交わし入団。マイカ（Mica）のリングネームで活動を開始。ドリュー・ギャロウェイが1人でビートダウン・クランと抗争を展開するが数の多さに抵抗できない事から3月27日、リングを占拠するビートダウン・クランに対しバックステージから登場してマイクアピールにて新たな仲間を連れてきた事を予告すると客席からイーライ・ドレイクと共に現れ乱闘を行って追い払い、そしてトリオユニットであるライジング（The Rising）を結成。
ライジング vs ビートダウン・クランの抗争は熾烈な展開となる中、7月1日に決着戦である3対4のハンディキャップ形式イリミネーションマッチを行い自身のカウント負け、ドレイクの負傷欠場で簡単に劣勢へと陥るがギャロウェイがケニー・キング、ロウ・キーを破り食い下がったもののヘルナンデスとMVPに抵抗できず敗戦した。ビートダウン・クランとの抗争後、ギャロウェイが自身とドレイクには頼りにならないと切り離し再び1人で試合を行うようになるがこれに憤慨した事によりギャロウェイを襲撃してライジングは解散となった。

### 新日本プロレス
2016年3月12日、新日本プロレスが主催するNEW JAPAN CUPにて、以前からGBH（真壁刀義 & 本間朋晃）の保持するIWGPタッグ王座に挑戦表明していた兄のタマ・トンガがタッグパートナーは「マイ・ブラザー」だと明言。同月14日、リングネームをタンガ・ロア へと変え、ゲリラズ・オブ・デスティニー（GUERRILLAS OF DESTINY）と命名されたタッグチームで挑戦することを発表。BULLET CLUBの新たなメンバーとして加入を果たした。同月27日、NJPW vs BULLET CLUBシングル5番勝負と銘打たれた試合でタマと真壁が対戦。終盤にスパイダージャーマンから窮地に陥ったタマを救出するためにキングコングニードロップを放とうとコーナートップに立った真壁に対して突如乱入して突き落とし反則負けとなった。試合後には川人拓来、金光輝明をバックフリップで投げ飛ばすと真壁を捕まえてタマとゲリラ・ウォーフェア（合体式ヴェレノ） を決めてとどめを刺した。4月1日、スペシャルイリミネーションマッチで新日本プロレスデビュー戦を行う。ジュース・ロビンソンにタマとのゲリラ・ウォーフェアで3カウントを取り、続いて本間朋晃と対戦して場外へ引き込まれようとしたところにタマが妨害。直後にドロップキックで本間を場外に落として失格に追い込む。そして真壁と対戦。アバランシュホールドを決めたものの直後にカウンターのラリアットを喰らうとエプロンへと追い込まれ、再びラリアットを喰らい場外へと落とされ失格となった。同月10日、INVASION ATTACK 2016にてIWGPタッグ王座を保持するG・B・Hに挑戦。中盤に真壁と真っ向勝負を展開し、オクラホマスタンピートで制しタマとタッチ。終盤にこけしを連発する本間に苦戦するタマをカットに入り助けたところで形勢を逆転。本間にパワーボムとリバースDDTの合体技からゲリラ・ウォーフェアを決めて勝利を収めベルトを奪取した。
2018年に勃発したBULLET CLUBの内紛では、タマ、バッドラック・ファレらと結託し、BULLET CLUB OGとして行動。同年の『G1 CLIMAX 28』ではエントリーされなかったが、タマ、ファレら同門の選手の公式戦に乱入を繰り返し、リング上を混乱させた。
2021年、1月4日の東京ドーム大会でタマとのタッグでタイチ&ザック・セイバーJr.組を破り、歴代最多となる7度目のIWGPタッグ王座戴冠を果たした。
2022年、3月14日のNEW JAPAN CUP EVIL戦で敗れ、タマ、邪道と共にバレットクラブから追放された。

### WWE
WWE入団後はトンガ・ロアにリングネームを変更。
2024年11月、サバイバー・シリーズのメインイベントのウォーゲームズ戦でソロ・シコアらと組みローマン・レインズらと対戦したが、シコア組は敗北した。
2025年6月28日に行われたWWEナイト・オブ・チャンピオンズでソロ・シコアを助ける形で復帰。

## 得意技
兄タマ・トンガとは対照的にアメリカン・フットボールのバックボーンを活かした荒々しいパワーファイトを得意とする。

### フィニッシュ・ホールド
O.J.K.（オペレーション・邪道・キラー）
腕極め式顔面締め。
クロスフェイス・オブ・JADOと同じ技。邪道が直伝した。
エイプシット
リバース・パイルドライバー。
相手をオクラホマ・スタンピードの体勢で右肩に担ぎ上げた状態で尻餅をつくと同時に、相手の頭部を自身の両腿の間からマットへ打ちつける。ファイアーサンダーと同じ技。

### 打撃技
エルボー
逆水平チョップ
クローズライン
ドロップキック
ヘッドバット

### 投げ技
パワースラム
パワーボム
DDT
バックドロップ
ブレーンバスター
スパインバスター

### 合体技
「ゲリラズ・オブ・デスティニー#合体技」を参照

## タイトル歴
新日本プロレス
- IWGPタッグ王座 : 7回

第70・72・76・81・83・85・88代 w / タマ・トンガ
- NEVER無差別級6人タッグ王座 : 3回

第14・16代 w /バッドラック・ファレ& タマ・トンガ
第18代 w /タマ・トンガ&石森太二
- WORLD TAG LEAGUE優勝（2020年）

w / タマ・トンガ
FCW
- FCWフロリダタッグ王座 : 1回

w / CJパーカー
ROH
- ROH世界タッグ王座 : 1回

第54代 w / タマ・トンガ

## 入場曲
- GUERRILAS OF DESTINY
- Hubba Smubba
- Bad Man